# (7341) 1991 VK
(7341) 1991 VK est un astéroïde Apollon et aréocroiseur, classé comme potentiellement dangereux. Il fut découvert par Eleanor Francis Helin et Kenneth J. Lawrence à l'observatoire Palomar le 1er novembre 1991.